# Exorista paligera
Exorista paligera är en tvåvingeart som beskrevs av Louis-Paul Mesnil 1970. Exorista paligera ingår i släktet Exorista och familjen parasitflugor. Inga underarter finns listade i Catalogue of Life.